# Novo Grande Jogo

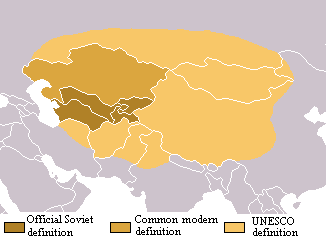
Definições da Ásia Central.

Novo Grande Jogo é a competição geopolítica na Eurásia Central entre os Estados Unidos, o Reino Unido e demais países da Organização do Tratado do Atlântico Norte (OTAN) contra a Rússia, a China e demais países da Organização para Cooperação de Xangai (OCX), com fim de "influência, poder, hegemonia e lucros na Ásia Central e no Cáucaso". É uma referência ao "Grande Jogo", uma rivalidade política entre o Império Britânico e o Império Russo na Ásia Central durante o século XIX.
Muitos autores e analistas veem este "jogo" como o centro de uma nova geopolítica do petróleo regional. Em vez de competir pelo controle real de uma área geográfica, "o transporte tubular, as rotas petroleiras e os contratos são os geradores de tensões, ao mesmo tempo sendo os grandes prêmios do novo grande jogo". O termo se tornou predominante em todos as notícias relacionadas a região, aparecendo em títulos de livros, revistas acadêmicas, artigos, notícias e relatórios dos governos. O autor paquistanês Ahmed Rashid, alega que cunhou o termo em uma descrição sobre um artigo em uma revista semanal, publicada em 1997, no entanto o uso do termo pode ser encontrado antes da publicação de sua descrição.
No vazamento de telegramas diplomáticos dos Estados Unidos divulgado pelo Wikileaks, foi relatado que André, Duque de Iorque, apoia o conceito de um Novo Grande Jogo:
| “ | Dirigindo-se diretamente ao embaixador, o princípe André, em seguida referiu uma nova política regional. Ele afirmou sem rodeios que "o Reino Unido, a Europa Ocidental (e por extensão, também os Estados Unidos)", estavam agora de volta ao centro do Novo Grande Jogo. Mais animado do que nunca, afirmou determinado: "Desta vez, o nosso objetivo é ganhar". | ” |

## Comparação com o Grande Jogo

### Noopolitikno Novo Grande Jogo
Após Halford John Mackinder escrever O Grande Tabuleiro, Zbigniew Brzezinski enfatizou o valor incomparável da Ásia Central entre os imperativos geoestratégicos dos Estados Unidos. No entanto, em seu livro The Choice: Global dominance or Global Leadership, Brzezinski argumenta nomeadamente que os EUA devem recorrer mais ao Soft power na tentativa de politicamente assumir o O Pivot Geográfico da História. Da mesma forma, Idriss Aberkane alegou que o noopolitik joga um papel mais central do que nunca no equilíbrio de poder no Novo Grande Jogo, a inovação pode ser de maneira simples para os "Grandes Jogadores", para alterar o seu complexo status e equilíbrio regional no poder. Entre tais "inovações", estão as militares capazes de alterar o equilíbrio regional de poder de uma forma não linear já vista antes. No lado do Soft power, James Glanz e John Markoff realizaramn relatórios para o International Herald Tribune em que argumentam que a Administração Obama implantou redes de conexão para fornecer secretamente aos seus aliados políticos no Novo Grande Jogo, acesso direto à internet sem passar pela censura local, assim, concedendo-lhes acesso direto às redes de movimentos de resistência.
| “ | A Administração Obama está liderando um esforço global para implantar uma "sombra" na Internet e nos sistemas de telefonia móveis, para que dissidentes possam usar para minar governos repressivos que proucuram silenciá-los, censurando-os ou cortando as redes de telecomunicações. | ” |

Aberkane, portanto, argumentou que a projeção de desenvolvimento e as medidas de confiança foram ganhando força como meio para alavancar interlocutores políticos por outros meios na Ásia Central, e que isso era uma característica inovadora do Novo Grande Jogo em oposição ao Grande Jogo:
| “ | O homem, portanto, é livre para demonstrar a rentabilidade realista política da paz e dos Objetivos de Desenvolvimento do Milênio nesta nova rodada do Grande Jogo (...) prevemos que seja definida por Noopolitik e a economia do conhecimento, além da geografia, o meio mais promissor para qualquer "Grande Jogador" decisivamente prevalecer sobre os outros. | ” |

### "O Cemitério de Impérios"
O especialista no Afeganistão, Seth Jones publicou um livro analisando o seu nome popular como O Cemitério de Impérios: No Cemitério de Impérios: A Guerra dos Estados Unidos no Afeganistão, o Afeganistão é uma posição no Novo Grande Jogo que é impossível de se manter por um período prolongado de tempo, mas parece ter permanecido um invariante do Novo Grande Jogo.